# توسعه سرزمین

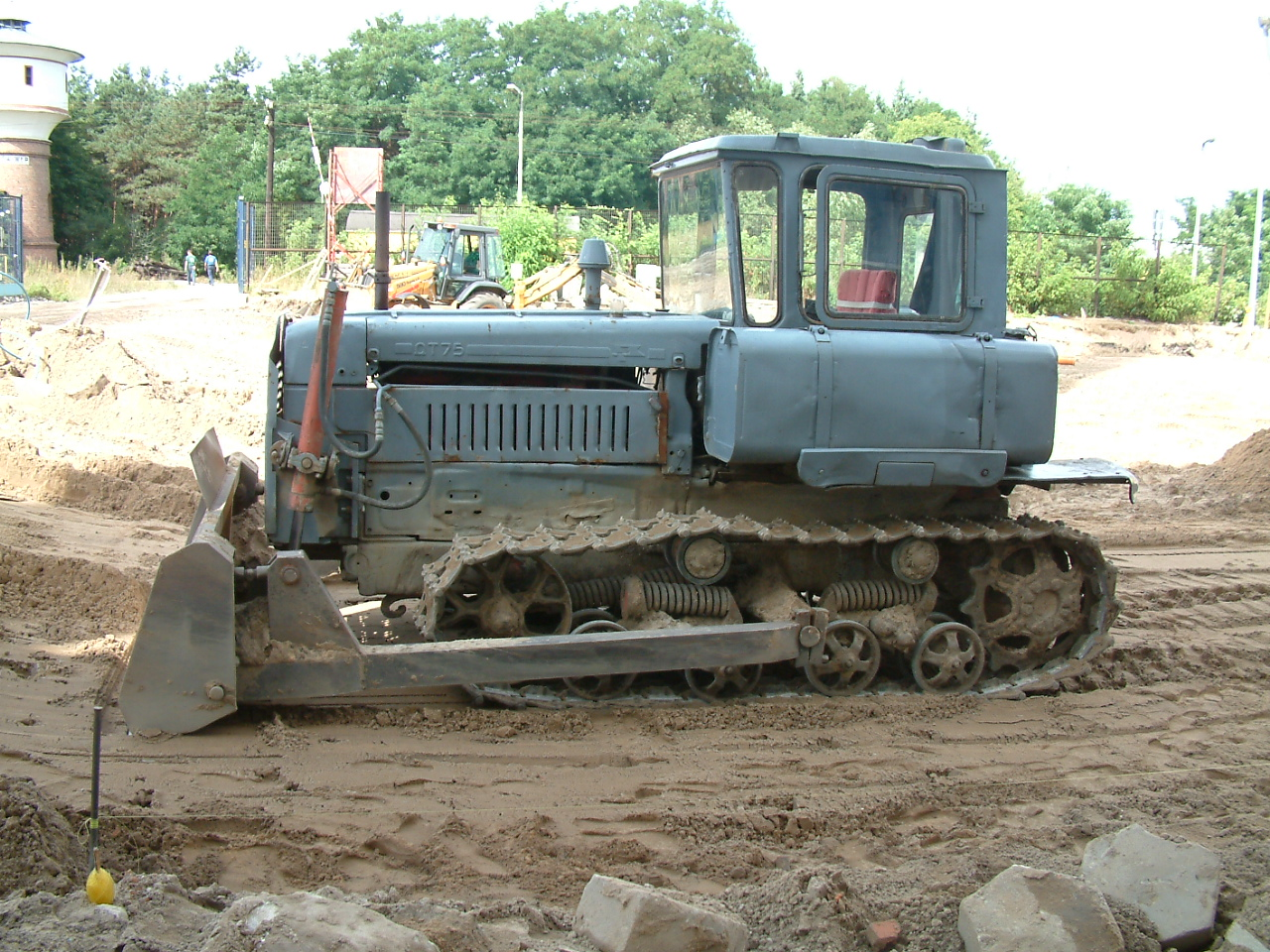
از زمان اختراع تجهیزات سنگین مانند بولدوزر برای خاکبرداری در توسعه زمین به کار رفته‌اند.

توسعه سرزمین یا آبادسازی زمین (به انگلیسی: Land development) عبارت است از تغییر چشم‌انداز سرزمین به روش‌های زیر مانند:
- تغییر شکل زمین از حالت طبیعی یا نیمه‌طبیعی برای هدف‌هایی مانند کشاورزی یا مسکن
- تقسیم املاک و مستغلات به قطعات ، معمولاً به منظور ساخت خانه
- توسعه املاک و مستغلات یا تغییر هدف آن، به عنوان مثال با تبدیل یک مجموعه کارخانه بلااستفاده به یک مجتمع مسکونی.

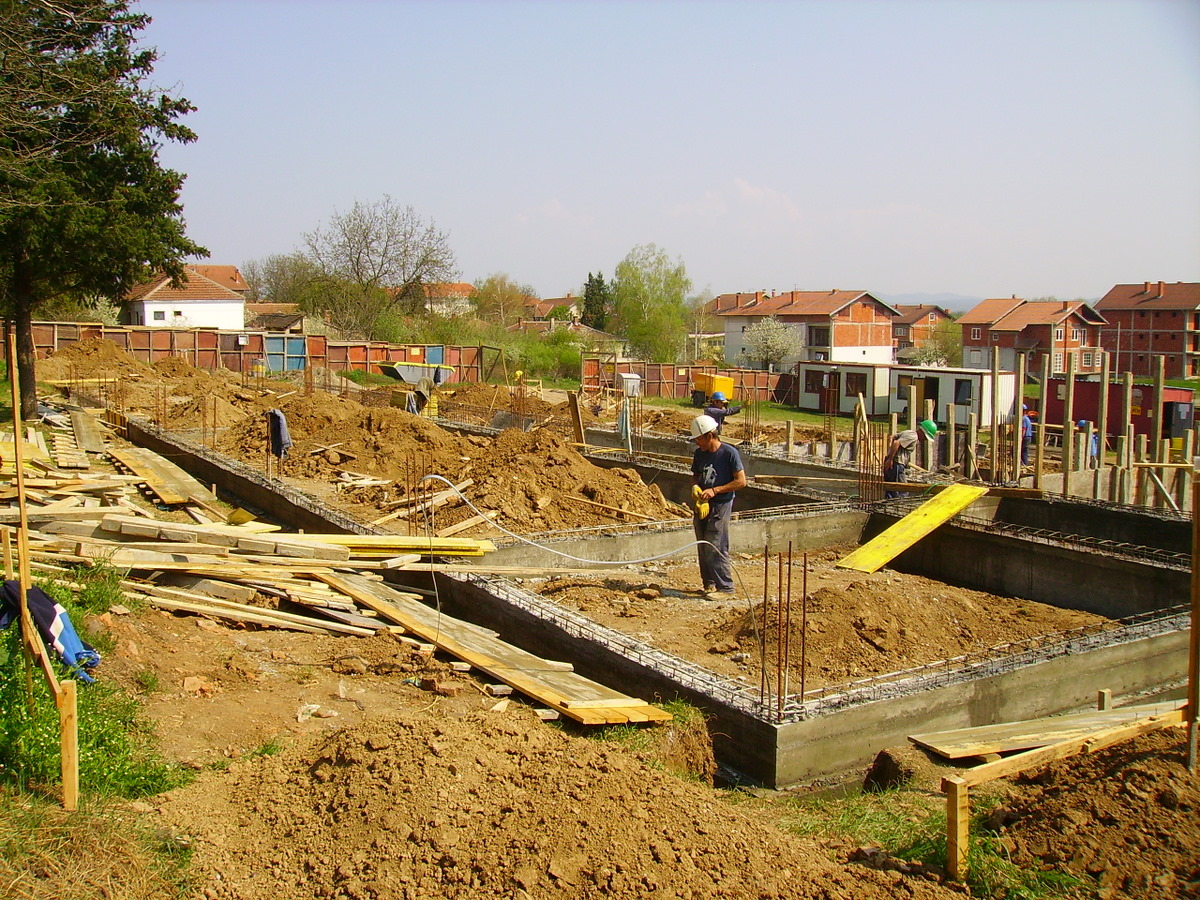
ساخت و ساز ساختمان

در بافت شهری، توسعه سرزمین علاوه بر این شامل:
- راه‌سازی
  - دسترسی به جاده‌ها ، گذرگاه‌ها و پارکینگ‌ها
  - پل‌ها
- محوطه‌سازی
  - پاک‌تراشی، کرت‌بندی، یا تسطیح زمین
  - آماده‌سازی (توسعه) زمین باغی
- نصب نرده‌ها و تا اندازه‌ای پرچین
- اتصالات خدماتی به خدمات شهری و خدمات عمومی
- زهکشی، سیستم کانال
- روشنایی خارجی (لامپ‌های خیابانی و دیگر)

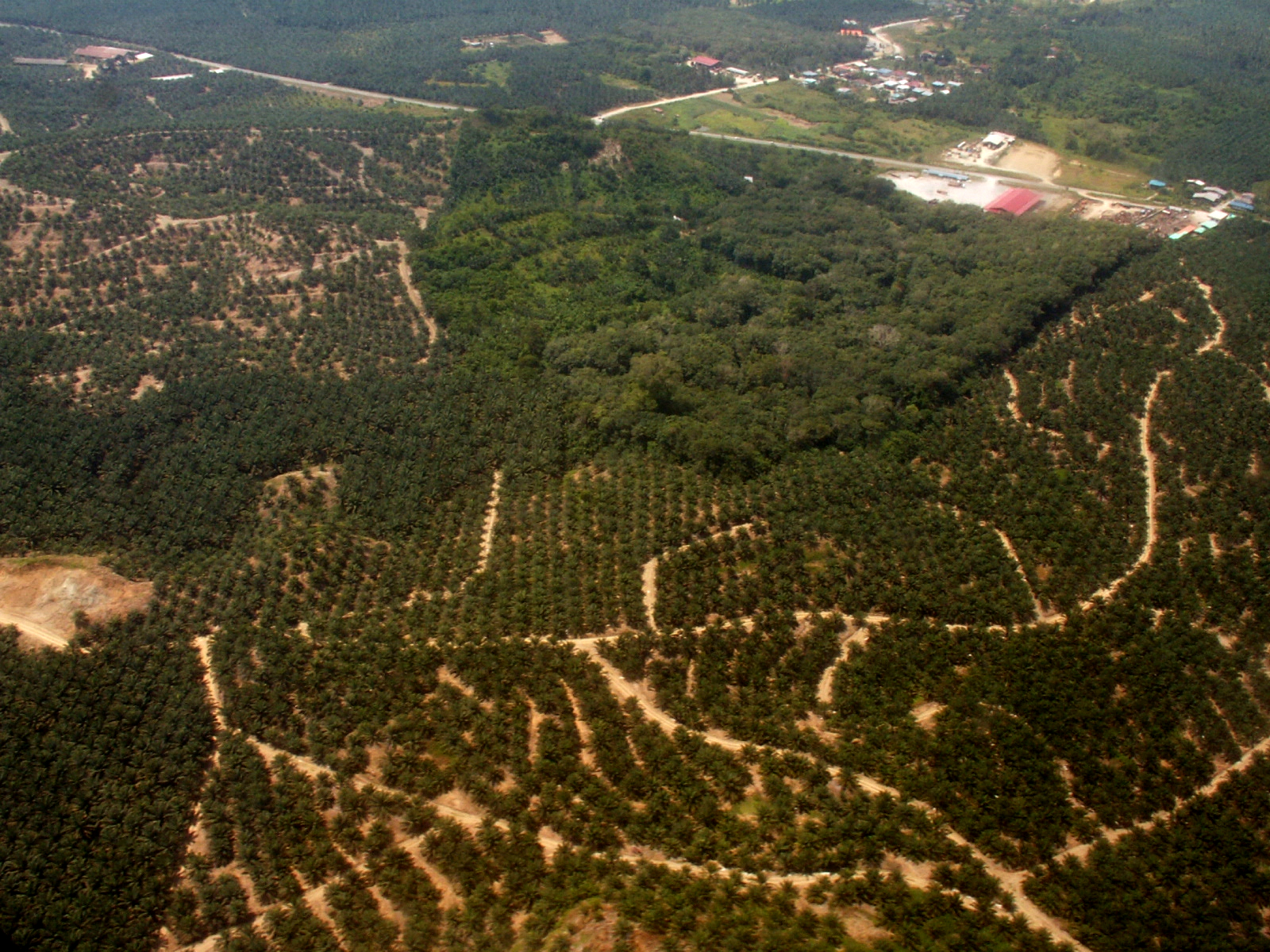
باغ‌های نخل روغنی و قطعه‌ای از جنگل بارانی در بورنئو